# Tom Frantzen
Tom Frantzen (ur. 16 listopada 1954 w Watermael-Boitsfort) – belgijski rzeźbiarz. Twórca rzeźb miejskich w Brukseli przedstawiających scenki uliczne o charakterze humorystycznym.

## Galeria

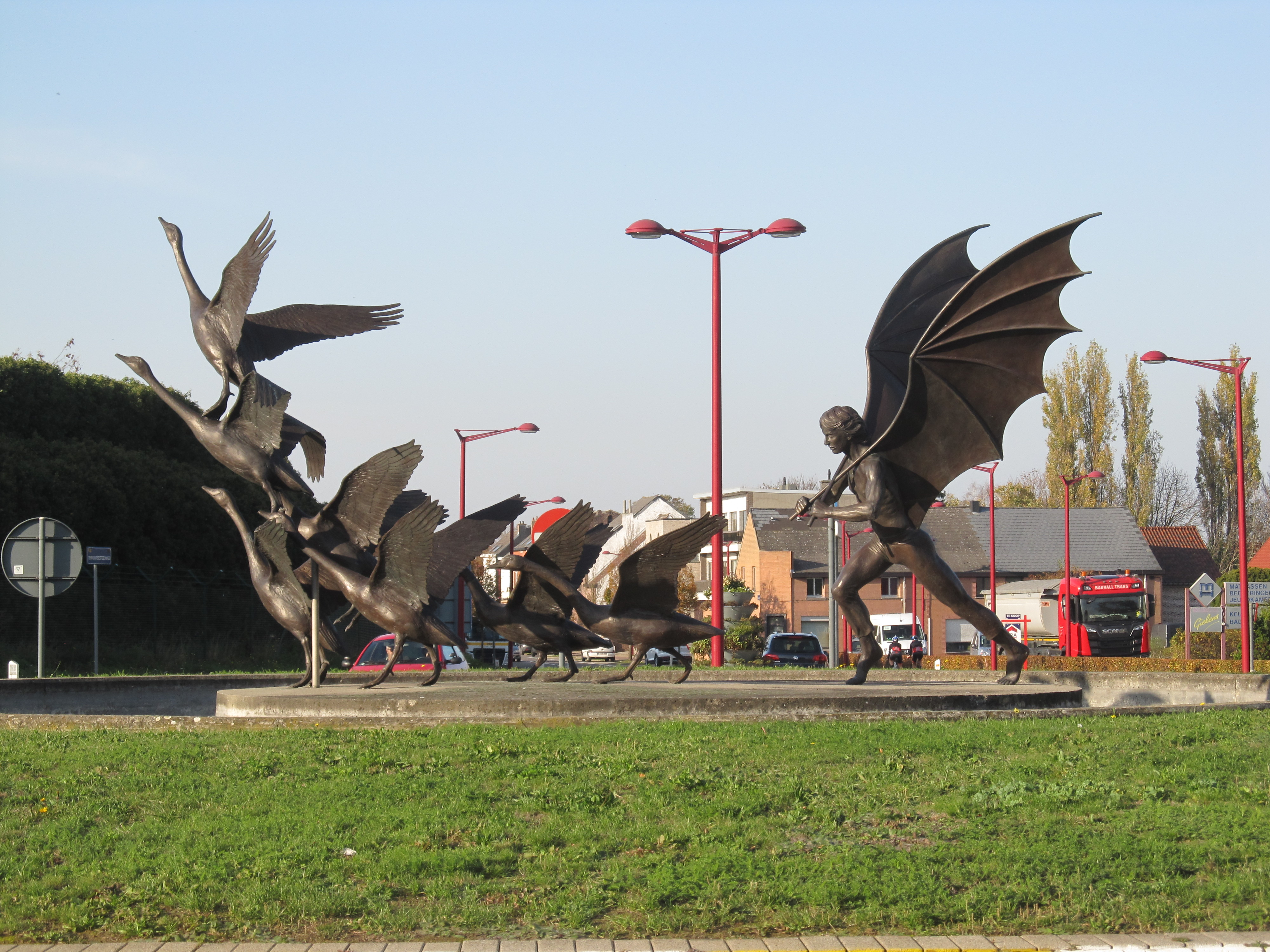
Renesans snu o Ikarze
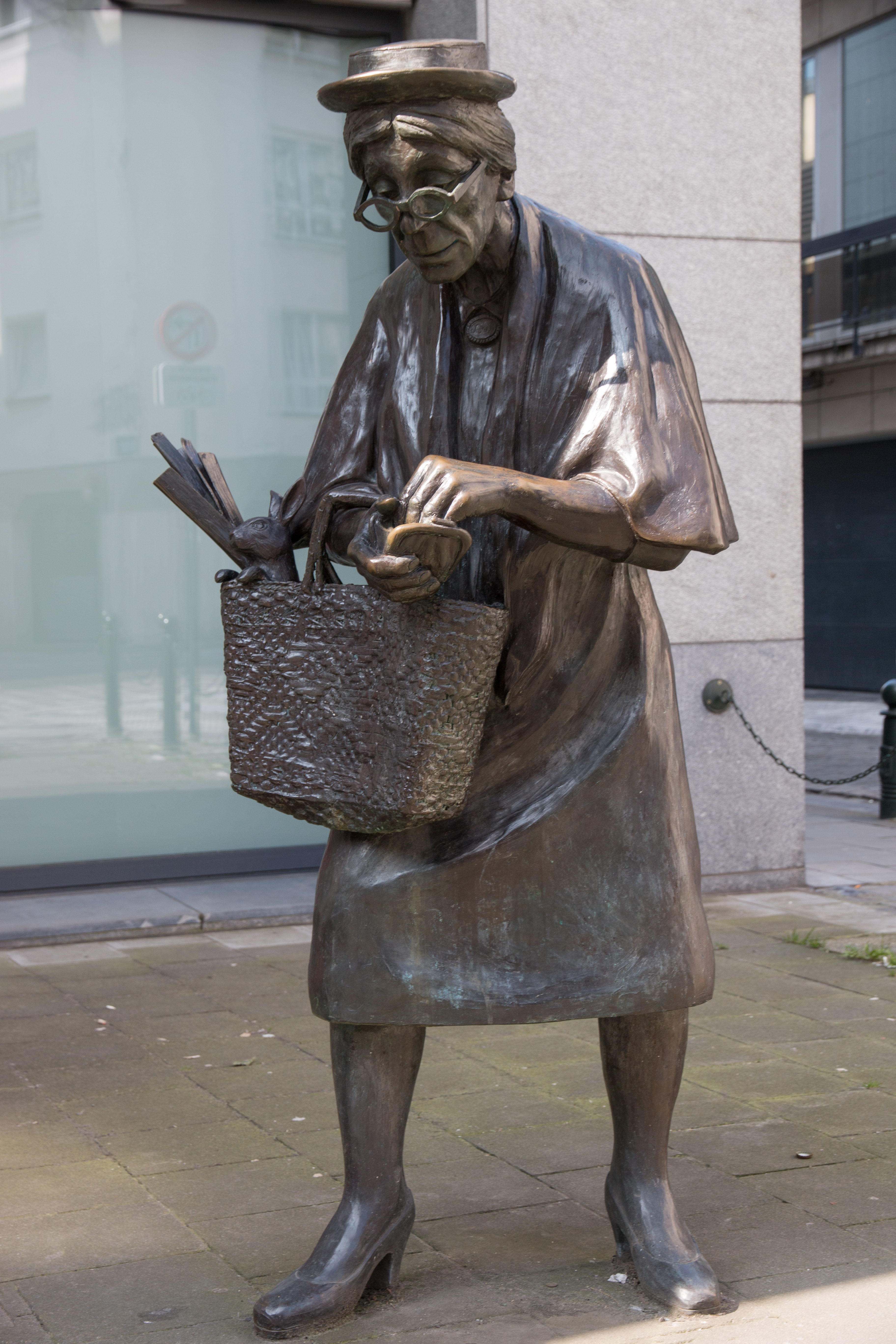
Rzeźba Madame Chapeau w Brukseli